# 19e étape du Tour de France 2012
Pour un article plus général, voir Tour de France 2012.
La 19e étape du Tour de France 2012 s'est déroulée le samedi 21 juillet 2012, reliant Bonneval à Chartres par un contre-la-montre individuel.

## Résultats

### Points
| Points attribués à Chartres (km 53,5) | Points attribués à Chartres (km 53,5) | Points attribués à Chartres (km 53,5) | Points attribués à Chartres (km 53,5) | Points attribués à Chartres (km 53,5) |
| ------------------------------------- | ------------------------------------- | ------------------------------------- | ------------------------------------- | ------------------------------------- |
|                                       | Coureur                               | Pays                                  | Équipe                                | Point(s)                              |
| 1er                                   | Bradley Wiggins                       | GBR                                   |                                       | 20                                    |
| 2e                                    | Christopher Froome                    | GBR                                   |                                       | 17                                    |
| 3e                                    | Luis León Sánchez                     | ESP                                   |                                       | 15                                    |
| 4e                                    | Peter Velits                          | SVK                                   |                                       | 13                                    |
| 5e                                    | Richie Porte                          | AUS                                   |                                       | 11                                    |
| 6e                                    | Patrick Gretsch                       | GER                                   |                                       | 10                                    |
| 7e                                    | Tejay van Garderen                    | USA                                   |                                       | 9                                     |
| 8e                                    | Vasil Kiryienka                       | BLR                                   |                                       | 8                                     |
| 9e                                    | Rein Taaramäe                         | EST                                   |                                       | 7                                     |
| 10e                                   | Jérémy Roy                            | FRA                                   |                                       | 6                                     |
| 11e                                   | David Zabriskie                       | USA                                   |                                       | 5                                     |
| 12e                                   | Matthieu Sprick                       | FRA                                   |                                       | 4                                     |
| 13e                                   | Rubén Plaza                           | ESP                                   |                                       | 3                                     |
| 14e                                   | Daniel Oss                            | ITA                                   |                                       | 2                                     |
| 15e                                   | Anthony Roux                          | FRA                                   |                                       | 1                                     |
| modifier                              |                                       |                                       |                                       |                                       |

### Classement de l'étape
| Classement de la 19e étape | Classement de la 19e étape | Classement de la 19e étape | Classement de la 19e étape | Classement de la 19e étape |
|                            | Coureur                    | Pays                       | Équipe                     | Temps                      |
| -------------------------- | -------------------------- | -------------------------- | -------------------------- | -------------------------- |
| 1er                        | Bradley Wiggins            | GBR                        | Sky                        | en 1 h 4 min 13 s          |
| 2e                         | Christopher Froome         | GBR                        | Sky                        | + 1 min 16 s               |
| 3e                         | Luis León Sánchez          | ESP                        | Rabobank                   | + 1 min 50 s               |
| 4e                         | Peter Velits               | SLO                        | Omega Pharma-Quick Step    | + 2 min 2 s                |
| 5e                         | Richie Porte               | AUS                        | Sky                        | + 2 min 25 s               |
| 6e                         | Patrick Gretsch            | GER                        | Argos-Shimano              | + 2 min 28 s               |
| 7e                         | Tejay van Garderen         | USA                        | BMC Racing                 | + 2 min 34 s               |
| 8e                         | Vasil Kiryienka            | BLR                        | Movistar                   | + 2 min 46 s               |
| 9e                         | Rein Taaramäe              | EST                        | Cofidis                    | + 2 min 50 s               |
| 10e                        | Jérémy Roy                 | FRA                        | FDJ-BigMat                 | + 3 min 5 s                |
| modifier                   |                            |                            |                            |                            |

## Classements à l'issue de l'étape

### Classement général
| Classement général | Classement général    | Classement général | Classement général  | Classement général  |
|                    | Coureur               | Pays               | Équipe              | Temps               |
| ------------------ | --------------------- | ------------------ | ------------------- | ------------------- |
| 1er                | Bradley Wiggins       | GBR                | Sky                 | en 84 h 26 min 31 s |
| 2e                 | Christopher Froome    | GBR                | Sky                 | + 3 min 21 s        |
| 3e                 | Vincenzo Nibali       | ITA                | Liquigas-Cannondale | + 6 min 19 s        |
| 4e                 | Jurgen Van den Broeck | BEL                | Lotto-Belisol       | + 10 min 15 s       |
| 5e                 | Tejay van Garderen    | USA                | BMC Racing          | + 11 min 4 s        |
| 6e                 | Haimar Zubeldia       | ESP                | RadioShack-Nissan   | + 15 min 43 s       |
| 7e                 | Cadel Evans           | AUS                | BMC Racing          | + 15 min 51 s       |
| 8e                 | Pierre Rolland        | FRA                | Europcar            | + 16 min 31 s       |
| 9e                 | Janez Brajkovič       | SLO                | Astana              | + 16 min 38 s       |
| 10e                | Thibaut Pinot         | FRA                | FDJ-BigMat          | + 17 min 17 s       |
| modifier           |                       |                    |                     |                     |

### Classement par points
| Classement par points | Classement par points | Classement par points | Classement par points | Classement par points |
| --------------------- | --------------------- | --------------------- | --------------------- | --------------------- |
|                       | Coureur               | Pays                  | Équipe                | Point(s)              |
| 1er                   | Peter Sagan           | SVK                   | Liquigas-Cannondale   | 386 points            |
| 2e                    | André Greipel         | GER                   | Lotto-Belisol         | 264 pts               |
| 3e                    | Matthew Goss          | AUS                   | Orica-GreenEDGE       | 238 pts               |
| modifier              |                       |                       |                       |                       |

### Classement du meilleur grimpeur
| Classement du meilleur grimpeur | Classement du meilleur grimpeur | Classement du meilleur grimpeur | Classement du meilleur grimpeur | Classement du meilleur grimpeur |
| ------------------------------- | ------------------------------- | ------------------------------- | ------------------------------- | ------------------------------- |
|                                 | Coureur                         | Pays                            | Équipe                          | Point(s)                        |
| 1er                             | Thomas Voeckler                 | FRA                             | Europcar                        | 134 points                      |
| 2e                              | Fredrik Kessiakoff              | SWE                             | Astana                          | 123 pts                         |
| 3e                              | Chris Anker Sørensen            | DEN                             | Saxo Bank-Tinkoff Bank          | 77 pts                          |
| modifier                        |                                 |                                 |                                 |                                 |

### Classement du meilleur jeune
| Classement général du meilleur jeune | Classement général du meilleur jeune | Classement général du meilleur jeune | Classement général du meilleur jeune | Classement général du meilleur jeune |
|                                      | Coureur                              | Pays                                 | Équipe                               | Temps                                |
| ------------------------------------ | ------------------------------------ | ------------------------------------ | ------------------------------------ | ------------------------------------ |
| 1er                                  | Tejay van Garderen                   | USA                                  | BMC Racing                           | en 84 h 37 min 35 s                  |
| 2e                                   | Thibaut Pinot                        | FRA                                  | FDJ-BigMat                           | + 6 min 13 s                         |
| 3e                                   | Steven Kruijswijk                    | NED                                  | Rabobank                             | + 1 h 5 min 48 s                     |
| modifier                             |                                      |                                      |                                      |                                      |

### Classement par équipes
| Classement par équipes | Classement par équipes | Classement par équipes | Classement par équipes |
|                        | Équipe                 | Pays                   | Temps                  |
| ---------------------- | ---------------------- | ---------------------- | ---------------------- |
| 1re                    | RadioShack-Nissan      | Luxembourg             | en 253 h 47 min 28 s   |
| 2e                     | Sky                    | Royaume-Uni            | + 6 min 2 s            |
| 3e                     | BMC Racing             | États-Unis             | + 36 min 36 s          |
| modifier               |                        |                        |                        |